# South African Open 1988
Il South African Open 1988 è stato un torneo di tennis giocato cemento indoor. È stata la 12ª edizione del torneo che fa parte del Nabisco Grand Prix 1988. Il torneo si è giocato a Johannesburg in Sudafrica dal 14 al 20 novembre 1988.

## Campioni

### Singolare maschile
Jakob Hlasek ha battuto in finale  Christo van Rensburg con il punteggio di 6–7, 6–4, 6–1, 7–6

### Doppio maschile
Kevin Curren /  David Pate hanno battuto in finale  Gary Muller /  Tim Wilkison con il punteggio di 7–6, 6–4